# Jussi Oksanen
Jussi Ilmari Oksanen (ur. 9 maja 1979 w Kirkkonummi) – fiński snowboardzista. Podczas zimowych igrzysk w Nagano zajął 11. miejsce w halfpipe’ie. Nie startował na mistrzostwach świata. Najlepsze wyniki w Pucharze Świata osiągnął w sezonie 1997/1998, kiedy to zajął 75. miejsce w klasyfikacji halfpipe’a. Jest wicemistrzem świata juniorów w halfpipe’ie z 1997 r.
W 1998 r. zakończył karierę.

## Sukcesy

### Igrzyska olimpijskie
| Miejsce | Dzień     | Rok  | Miejscowość | Konkurencja | Zwycięzca   |
| ------- | --------- | ---- | ----------- | ----------- | ----------- |
| 11.     | 12 lutego | 1998 | Nagano      | Halfpipe    | Gian Simmen |

### Puchar Świata

#### Miejsca w klasyfikacji generalnej
- 1997/1998 - 75.

#### Miejsca na podium
1. Tignes – 15 listopada 1997 (halfpipe) - 3. miejsce
2. Sankt Moritz – 6 stycznia 1998 (halfpipe) - 3. miejsce